# Jane Wymark
Jane Wymark, född 31 oktober 1952 i London, är en brittisk skådespelerska. Hon är i Sverige mest känd för sin roll som Joyce Barnaby i Morden i Midsomer. Hennes far Patrick Wymark var också en känd skådespelare.